# Филипп (маркграф Хахберг-Заузенберга)
Филипп фон Хахберг-Заузенберг (нем. Philipp von Hachberg-Sausenberg, фр. Philippe de Hochberg, 1454—1503) — последний правивший маркграф Хахберг-Заузенберга с 1487 года, граф Нойенбурга (Нёвшателя), сеньор Баденвайлера с 1466 года, великий камергер Франции, губернатор/великий сенешаль Прованса и маршал Бургундии.

## Биография
Филипп был сыном маркграфа Рудольфа IV и Маргариты Вьеннской (фр. Marguerite de Vienne), и c 1476/1478 года был женат на Марии Савойской (ум. 1509) — дочери Амадея IX и Иоланды Французской.
В возрасте 12 лет он был отправлен в Дижон ко двору своего крёстного отца бургундского герцога Филиппа Доброго. Унаследовав от своей матери ряд наделов в Бургундии, юный маркграф Филипп был в то же самое время вассалом бургундского герцога, и вскоре принял активное участие в Бургундских войнах: в 1474 году он участвовал в осаде Нойса и 30 ноября 1475 года был в числе приближённых Карла Смелого после успешного штурма Нанси. И в дальнейшем он продолжал сражаться на стороне Карла Смелого: в битвах при Грансоне, при Муртене, при Нанси. Попавший в ходе сражения под Нанси в плен, Филипп смог обрести свободу лишь в сентябре 1477 года после уплаты огромного выкупа в 150 тысяч гульденов.
После освобождения Филипп Хахберг-Заузенбергский в надежде сохранить свои владения в Бургундии перешёл на сторону французского короля, и в 1484 году принял участие в коронации Карла VIII в Реймсе. Уже в 1489 году он был назначен камергером и членом королевского совета (фр. Conseil du Roi), и в 1491/1492 году на короткое время занимал должность великого камергера (фр. Grand chambellan de France). По поручению Карла VIII он неоднократно выступал посредником в отношениях с Швейцарским союзом, и как маршал теперь французской Бургундии Philippe de Hochberg, как его стали называть во Франции, обладал значительным политическим весом.
Из-за близости ко французскому двору Филипп Хахбергский после заключения Санлисского договора (1493) потерял, однако, свои владения в Франш-Конте, переданного Филиппу Красивому. Вероятно, в качестве компенсации французский король назначил его гувернёром и великим сенешалем Прованса (фр. Grand sénéchal de Provence) и Франции. В 1500 году Людовик XII выписал ему фр. Lettre de naturalité, что согласно современным понятиям было равноценно принятию французского подданства.
В разразившейся в 1499 году Швабской войне, в которой Франция поддержала Швейцарский союз в его борьбе с Габсбургами, Филиппу Хахбергскому, как маршалу Бургундии, подлежало командование французскими артиллерийскими частями. Среди прочего, он направил в Солотурн транспорт из 24 крупных кулеврин и 8 бомбард вместе с боеприпасами и французским персоналом; однако, на место назначения он прибыл лишь 26 июля 1499 года, то есть уже после решающего сражения при Дорнахе. Интересно, что вооружённый отряд маркграфства Хахберг-Заузенберг сражался в то же самое время на стороне Швабского союза вместе с Габсбургами.
В июле 1503 года во время пребывания в Монпелье Филипп тяжело заболел, и просил переправить его в Сёр, где 31 июля он составил завещание, скончавшись 9 сентября того же года. Его тело было похоронено в коллегиальной церкви Нёвшателя; его сердце, заключённое в свинцовый сосуд, — в приходской церкви Рёттельна.

## Спор о наследстве и титул маркизов Рёттельна
Предвидя пресечение мужской линии хахберг-заузенбергских маркграфов, Филипп возобновил начатые уже его отцом переговоры о заключении договора об объединении с основной линией Баденского дома. Соглашение с Кристофом Баденским, известное как «Рёттельнская сделка», было достигнуто 31 августа 1490 года и предполагало брачный союз одного из сыновей Кристофа I с Иоанной — наследной дочерью Филиппа Хахбергского. Брак, однако, не был заключён из-за политического давления французского короля, опасавшегося — после только что завершившихся Бургундских войн — появления нового крупного государства на своей восточной границе.
После смерти отца Жанна де Хахберг приняла титул графини Нойенбургской/Нёвшательской (фр. Jehanne, comtesse souveraine de Neuchâtel), и в 1504 году вышла замуж за Людовика Орлеанского, что позволило последнему Iure uxoris, по праву жены, назвать себя «маркизом Рёттельнским» (фр. marquis de Rothelin). На этом основании он от имени Иоанны и при поддержке французского короля, а также ряда швейцарских кантонов попытался оспорить договор о вхождении Хахберг-Заузенберга в состав маркграфства Баден. После смерти Иоанны в 1543 году её сын Франсуа (фр. François d’Orléans-Longueville, 1513—1548), получивший от короля титул пэра Франции, продолжал именовать себя рёттельнским маркизом и передал этот титул своему сыну от внебрачного союза с Франсуазой Блоссе, также Франсуа (ум. 1600), прозванному «рёттельнским бастардом» (фр. le Bâtard de Rothelin), который основал побочную (нелегитимную) линию Орлеанских-Рётлин.
В 1581 году — после уплаты баден-дурлахскими маркграфами отступных в 225 000 гульденов — Мария де Бурбон от имени Лонгвилей отказалась от территориальных претензий на владение Рёттельн; титул маркизов/графов Рёттельн Орлеанские-Рётлин продолжали использовать вплоть до окончательного пресечения линии в 1818 году.